# Almuniente
Almuniente es un municipio de España, en la provincia de Huesca, comunidad autónoma de Aragón. Tiene un área 37,77 km² con una población de 571 habitantes (INE 2004) y una densidad de 15,12 hab/km².

## Toponimia
El término Almuniente proviene del árabe المنيان AL-MUNYĀN "las dos almunias o casas de campo con tierras"

## Demografía
Almuniente cuenta con una población de 444 habitantes (INE 2024).
| Gráfica de evolución demográfica de Almuniente entre 1842 y 2021                                                    |
| |
| Población de derecho según los censos de población del INE Población de hecho según los censos de población del INE |

## Administración y política
| Período   | Alcalde                 | Partido |  |
| --------- | ----------------------- | ------- |  |
| 1979-1983 | Antonio Hidalgo Bergua  | PSOE    |  |
| 1983-1987 |                         |         |  |
| 1987-1991 |                         |         |  |
| 1991-1995 |                         |         |  |
| 1995-1999 |                         |         |  |
| 1999-2003 |                         |         |  |
| 2003-2007 |                         |         |  |
| 2007-2011 | Joaquín Monesma Delgado | PSOE    |  |
| 2011-2015 | Joaquín Monesma Delgado | PSOE    |  |
| 2015-2019 | Joaquín Monesma Delgado | PSOE    |  |

| Partido político    | Partido político                                   | 2003   | 2007   | 2011   | 2015   |
| Partido político    | Partido político                                   | Ediles | Ediles | Ediles | Ediles |
|                     | Partido de los Socialistas de Aragón (PSOE-Aragón) | 3      | 4      | 4      | 4      |
|                     | Partido Popular de Aragón (PP)                     | 1      | 2      | 2      | 3      |
|                     | Partido Aragonés (PAR)                             | 3      | 1      | 1      | —      |
| Total de concejales | Total de concejales                                | 7      | 7      | 7      | 7      |

## Economía

### Evolución de la deuda viva municipal
| Gráfica de evolución de Deuda viva del Ayuntamiento de Almuniente entre 2008 y 2019                                |
| |
| Deuda viva del Ayuntamiento de Almuniente en miles de Euros según datos del Ministerio de Hacienda y Ad. Públicas. |